# 555227 Claraisabella
555227 Claraisabella è un asteroide della fascia principale. Scoperto nel 2013, presenta un'orbita caratterizzata da un semiasse maggiore pari a 2,8601053 au e da un'eccentricità di 0,0810500, inclinata di 1,66149° rispetto all'eclittica.